# Kaoklai Kaennorsing

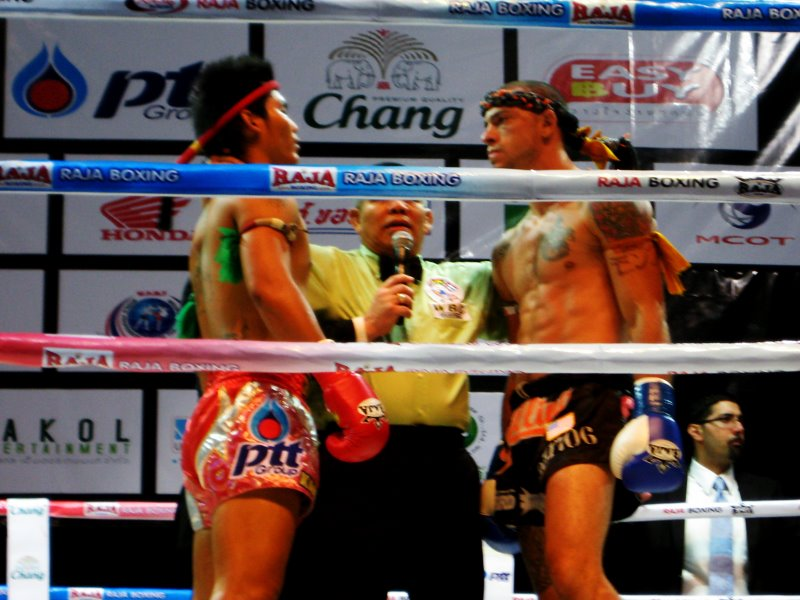
Kaoklai Kaennorsing (links)

Kaoklai Kaennorsing (Thai: ก้าวไกล แก่นนรสิงห์, Aussprache [kâːwklaj kɛ̀ːnnɔːsǐŋ]; * 13. September 1983 in Khon Kaen, Thailand, bürgerlicher Name: Athit Dam-Kam, อาทิตย์ ดำขำ) ist ein Muay-Thai-Boxer und Sieger des K-1 World Grand Prix 2004 in Seoul. Mit etwa 78 kg ist er einer der leichtesten Kämpfer, der je im K-1-Schwergewicht kämpfte. Der Name Kaoklai bedeutet Fortschritt.

## Karriere
Er war der erste thailändische K-1-Grand-Prix-Sieger beim K-1 Asia World-Grand-Prix in Seoul 2004. Obwohl er nur 78 kg wog, besiegte er Kämpfer die zwischen 90 und 100 kg wogen. Bei den Ausscheidungskämpfen zum World-Grand-Prix-Finale besiegte er den 1,96 m großen und 117 kg schweren Alexey Ignashov nach drei Runden und einer Zusatzrunde und qualifizierte sich somit für das Finalturnier in Tokyo.
Dort traf er im Viertelfinale auf den 130 kg schweren Mighty Mo, den er mit einem eingesprungenen Kick spektakulär ausknockte. Im Viertelfinale unterlag er dem japanischen Lokalmatadoren Akio Mori "Musashi" nach Punkten.
Im März 2005 nahm er wieder am Finale des World Grand Prix von Seoul teil, verlor aber knapp und umstritten gegen den 2,18 m großen und 162 kg schweren Lokalmatador Choi Hong-man.
Im September 2005 traf er bei den Ausscheidungskämpfen zum World-Grand-Prix-Finale auf den Neuseeländer Ray Sefo und verlor einstimmig nach Punkten. Kaoklai kassierte in der dritten Runde seinen ersten Niederschlag im K-1 Ring.
Im April 2006 nahm er erneut beim K-1 Asia World-Grand-Prix in Seoul teil. Bereits in seinem ersten Kampf im Viertelfinale unterlag er gegen den Japaner Tsuyoshi Nakasako. Ab diesem Zeitpunkt zog er sich langsam aus dem K-1 Sport zurück und widmete sich wieder dem Muay Thai.

## Titel
- Superweltergewichts-Champion des Rajadamnern Stadion (สนามมวย ราชดำเนิน; Aussprache [sànǎːm muːaj râːtdamnɤn]) im Muay Thai
- 2004 K-1 World Grand Prix Seoul GP Champion
- K-1 World Grand Prix Finals in Tokyo (dritter Platz)

## Kampfrekord

### K-1
- 13 Kämpfe, davon 7 Siege, 5 Niederlagen, 1 Unentschieden und 2 KOs

### Muay Thai
- 71 Kämpfe, davon 47 Siege, 22 Niederlagen, 2 Unentschieden und 11 KOs